# 1986wish
1986wish는 누구나 소원을 등록할 수 있는 웹사이트이며, 엠에스알콘텐츠(MSR Contents)가 프리웨어로 서비스하고 있다.
소원을 접한 타인의 도움으로 실제 소원이 이루어지도 하며, 2013년에는 더 많은 사람들에게 소원 등록 서비스를 알리기 위한 홍보 수단 목적으로 "만수르처럼 통크게 소원을 이루어준다."는 재미있는 콘셉트의 수르수르만수르 프로젝트를 진행하며 KBS 뉴스9에 소개되는 등 이슈가 된 바 있다.

## 기능 및 서비스
1986wish는 누구나 소원을 등록할 수 있는 웹사이트로서 다양한 기능과 서비스를 가지고 있다. 1986wish의 주 기능으로는 소원 등록, 소원 공유, 캠페인 참여 등이 있다. 애플리케이션 설치나 가입할 필요없이 누구나 웹사이트에 소원을 업로드 할 수 있으며, 소원은 익명, 공개 작성이 가능하다. 공개가 허용된 소원은 타 애플리케이션 및 SNS 등에 공유가 가능하다. 실제 소원들이 온라인 SNS로 퍼지면서 소원들을 접한 유명인들이 실제 소원을 이루어주기도 했다. 소원을 이루어준 유명인들 중에는 아이유, 손호준, 김태우(그룹 god), 송준근 등이 있다.